# Macizo Central Orensano

Mapa topográfico de Galicia donde se muestra el Macizo Central Orensano

El macizo Central Orensano (Macizo Central Ourensán, en gallego) es un espacio natural montañoso de Galicia (España), que forma parte del macizo Galaico, formado por las sierras de Queija (Queixa en gallego), San Mamés, la Fial de las Corzas y los montes de Invernadero. Abarca aproximadamente un área de 30 x 40 km y el rango de altitud varía desde los 300 m. hasta los 1780 m de Cabeza de Manzaneda, su cumbre más elevada. 
Se extiende por los municipios orensanos de El Bollo, Chandreja de Queija, Castro Caldelas, Laza, Manzaneda, Puebla de Trives, Viana del Bollo, Villarino de Conso, Laroco, Villar de Barrio, Baños de Molgas, Maceda y Montederramo.
Constituye un área protegida con calificación de Lugar de Importancia Comunitaria (LIC) integrante de la Red Natura 2000 y está en proceso de calificación como parque natural. 
Dentro del macizo podemos encontrar espacios amparados bajo otras figuras de protección como son el parque natural de Invernadero, el Soto de Rozabales (monumento natural) que alberga un magnífico ejemplo de bosque adehesado de castaños, o el Valle del río Návea que es paisaje protegido.
La zona acoge, en la ladera norte de su cumbre más alta, Cabeza de Manzaneda, la única estación de esquí de Galicia (Manzaneda).